# Głos Prawdy (czasopismo)

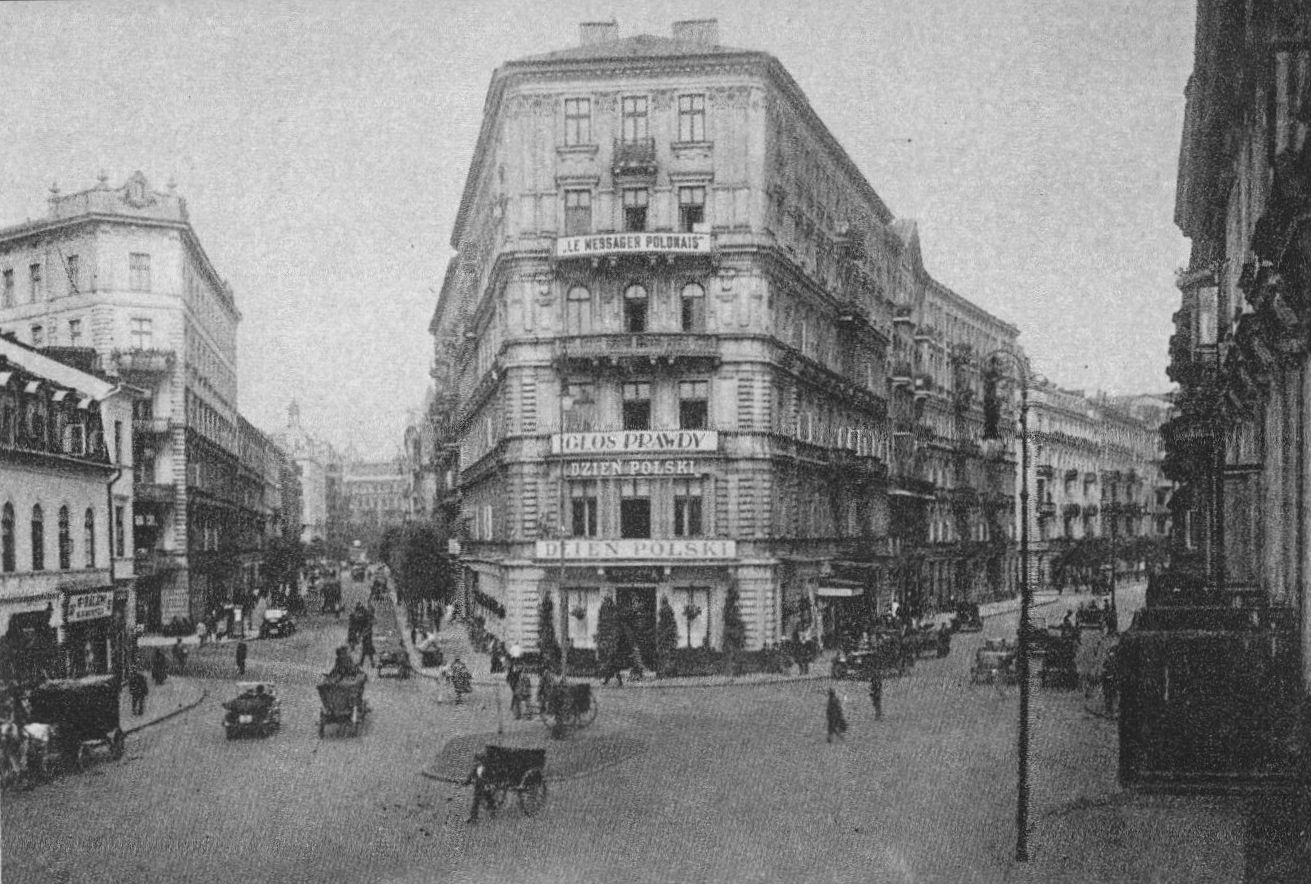
Siedziba redakcji „Głosu Prawdy” przy ul. Szpitalnej 1

Głos Prawdy – polskie czasopismo o profilu społeczno-politycznym ukazujące się w okresie II Rzeczypospolitej. Jego redaktorem naczelnym w latach 1922–1929 był Wojciech Stpiczyński. 
Radykalizm Stpiczyńskiego i jego krytyczne opinie o antydemokratycznych zjawiskach w obozie pomajowym spowodowały, że czasie kuracji we Włoszech (chorował na gruźlicę) w styczniu 1929 został zastąpiony w redakcji „Głosu Prawdy” przez Adama Koca.
Z inicjatywy Koca z połączenia „Epoki” i „Głosu Prawdy” powstała „Gazeta Polska” – dziennik informacyjno-polityczny o orientacji sanacyjnej, wydawany w latach 1929–1939 w Warszawie.